# Ixodes dampfi
Ixodes dampfi är en fästingart som beskrevs av Cooley 1943. Ixodes dampfi ingår i släktet Ixodes och familjen hårda fästingar. Inga underarter finns listade i Catalogue of Life.